# حروف‌ریزی (ساخت حروف سربی)

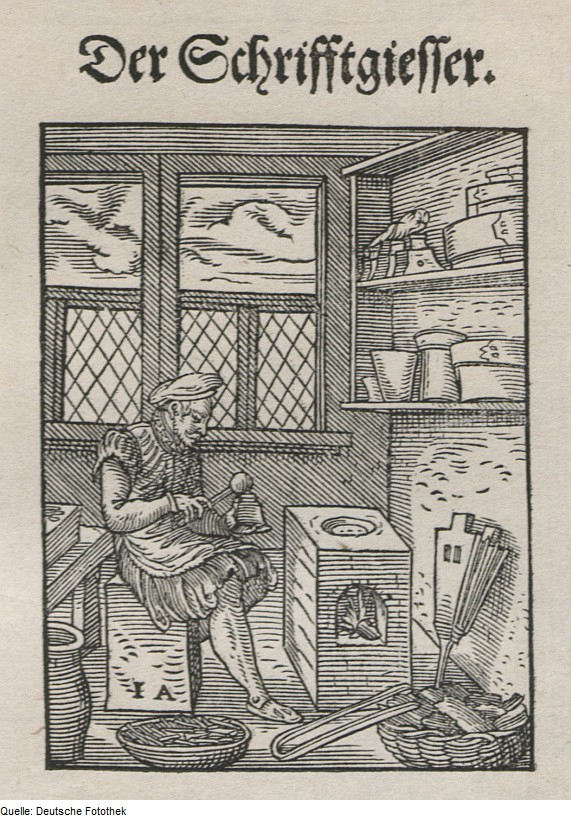
تصویر حروف‌ریز آلمانی که فلز مذاب را در قالب دستی ریخته‌گری می‌کند. ۱۵۶۸

حروف‌ریزی (Type casting) روش ریختن حروف فلزی منفرد است که به عنوان حروف سربی شناخته می‌شود و با ریختن فلز مذاب در قالب‌های برنجی به نام ماتریس انجام می‌شود.

## حروف‌ریزی خودکار (اتوماتیک)
در سال ۱۸۰۵ هنری دیدوت از پاریس، فرانسه یک دستگاه ریخته‌گری حروف (نویسه) را ثبت کرد.
دیوید بروس در سال ۱۸۳۸ اولین ماشین ریخته‌گری حروف (نویسه) خودکار را اختراع کرد، اما این ماشین‌های Monotype و Linotype بودند که برای اولین بار به سرعت روند کار را تسریع کردند.
در سال ۱۸۸۷، تولبرت لانستون دستگاه حروفچینی مکانیکی Monotype را اختراع کرد. این یک سیستم ریخته‌گری حروف بود که نویسه‌های منفرد تولید می‌کرد که در آن از یک حالت ماتریس برای نگهداری تمام ماتریس‌های فونت استفاده می‌شد. روشی که تا حدودی یادآور ریخته‌گری نوع دستی بود، هر بار که یک کاراکتر ریخته می‌شد، مکانیسم انتخاب نوع ماتریس را طوری قرار می‌داد که ماتریس صحیح روی قالب قرار می‌گرفت، فلز داغ تزریق می‌شد، حرف سربی برداشته و فرایند تکرار می‌شد. تا کار تمام شود.
گرچه رویکرد Linotype (1886) و Intertype (1914) در حروفچینی مکانیکی، سطر ریخته شده تولید می‌کرد یعنی به جای حروف و نویسه‌های منفرد، سطر کامل را ارائه می‌کرد، اما با این وجود از ماتریس‌های برنز جداگانه در محفظه بالای دستگاه استفاده می‌شد، که در هر ضربه به صفحه کلید، در کنار هم مونتاژ شده، به ریخته‌گری منتقل و سطر یکپارچه ریخته شده و سپس توزیع مجدد ماتریس‌ها به محل اولیه با استفاده از یک مکانیزم کلید زنجیره‌ای V شکل هوشمند انجام می‌شد.
سیستم حروفچینی عنوان یا تیتر لودلو Ludlow مشابه است، از این جهت که آن هم فرایند ریخته‌گری سطری است، اگرچه تمام عملیات حروفچینی (مونتاژ ماتریس و توزیع بعدی) توسط یک حروفچین به صورت دستی اجرا می‌شود.
فن‌آوری‌های بعدی حروفچینی از تصویر کوچک حروف به عنوان نگاتیو عکاسی یا نسخه دیجیتالی استفاده کردند.

## تاریخچه
حروفچینی فلزی داغ در اواخر قرن نوزدهم به عنوان روشی از ریخته‌گری متداول ارتقا یافت.  این روش نوین چندین مزیت داشت: موجب کاهش کار شد ، زیرا نیازی به جابجایی دستی در موقعیت‌های مختلف نداشت و هر ریخته‌گری نوع جدیدی را برای هر چاپ ایجاد می‌کرد. در مورد لاینو تایپ ، هر خط به‌عنوان یک بلوک پیوسته با استحکام ریخته می‌شد (از این جهت لاینوتایپ می‌گویند) که برای چاپ سریع روزنامه مفید بود.
در سال ۱۸۰۵ هنری دیدوت از پاریس، فرانسه یک دستگاه ریخته‌گری حروف (نویسه) را ثبت کرد.
دیوید بروس در سال ۱۸۳۸ اولین ماشین ریخته‌گری حروف (نویسه) خودکار را اختراع کرد، اما این ماشین‌های Monotype و Linotype بودند که برای اولین بار به سرعت روند کار را تسریع کردند.
در سال ۱۸۸۷، تولبرت لانستون دستگاه حروفچینی مکانیکی Monotype را اختراع کرد. این یک سیستم ریخته‌گری حروف بود که نویسه‌های منفرد تولید می‌کرد که در آن از یک حالت ماتریس برای نگهداری تمام ماتریس‌های فونت استفاده می‌شد. روشی که تا حدودی یادآور ریخته‌گری نوع دستی بود، هر بار که یک کاراکتر ریخته می‌شد، مکانیسم انتخاب نوع ماتریس را طوری قرار می‌داد که ماتریس صحیح روی قالب قرار می‌گرفت، فلز داغ تزریق می‌شد، حرف سربی برداشته و فرایند تکرار می‌شد. تا کار تمام شود.
گرچه رویکرد (1886)Linotype و Intertype (1914) در حروفچینی مکانیکی، سطر ریخته شده تولید می‌کرد یعنی به جای حروف و نویسه‌های منفرد، سطر کامل را ارائه می‌کرد، اما با این وجود از ماتریس‌های برنز جداگانه در محفظه بالای دستگاه استفاده می‌شد، که در هر ضربه به صفحه کلید، در کنار هم مونتاژ شده، به ریخته‌گری منتقل و سطر یکپارچه ریخته شده و سپس توزیع مجدد ماتریس‌ها به محل اولیه با استفاده از یک مکانیزم کلید زنجیره‌ای V شکل هوشمند انجام می‌شد.
سیستم حروفچینی عنوان یا تیتر لودلو Ludlow مشابه است، از این جهت که آن هم فرایند ریخته‌گری سطری است، اگرچه تمام عملیات حروفچینی (مونتاژ ماتریس و توزیع بعدی) توسط یک حروفچین به صورت دستی اجرا می‌شود.
فن‌آوری‌های بعدی حروفچینی از تصویر کوچک حروف به عنوان نگاتیو عکاسی یا نسخه دیجیتالی استفاده کردند.

## گوتنبرگ
ریخته‌گری حروف فلزی کارآمد، برترین اختراع گوتنبرگ بود. چاپ چوبی Woodblock Printing از قرن‌ها پیش در چین شناخته شده‌بود و لورنس جانزون کوستر و دیگر چاپگرهای هلندی حروف متحرک را قبل از گوتنبرگ توسعه داده‌بودند. این نوآوری در ریخته‌گری حروف (نویسه‌ها) بود که باعث موفقیت گوتنبرگ در چاپ تجاری شد. اگرچه استفاده از ماتریس روش رایجی بود که قبل از او شناخته شده بود، اما یوهانس گوتنبرگ استفاده از آن روش را با یک قالب دستی که به راحتی قابل تنظیم بود تطبیق داد، و این امکان را فراهم آورد که به راحتی و با دقت چندین نمونه یکسان از هر حرف (نویسه) را ایجاد کند.
محصول نهایی حروف‌ریزی دستی، حروفی (نویسه‌هایی) برای چاپ (چاپ مسطح چاپ حروفی) بود، و روند کار با نصب یک ماتریس با نقش یک گلیف خاص در پایین قالب دستی، شروع می‌شد که برای پهنای بدنه تنظیم شده و برای آماده‌سازی قفل می‌شد. آلیاژ فلزی مذاب با دقت در یک حفره عمودی سمت راست در بالای قالب ریخته می‌شد. پس از آن ریخته‌گر (حروف‌ریز) حرکت سریعی به قالب می‌دهد تا از جریان فلز مذاب به هر گوشه ماتریس کمک کند. در عمل کشف شد که گلیف‌های مختلف برای درست ریخته شدن نیاز به لرزش‌های مختلف دارند. با خنک شدن و جامد شدن فلز ریخته‌شده، قالب باز و حرف (نویسه) سربی آن برداشته می‌شود، سپس قالب آماده می‌شود تا برای ریخته‌گری حرف (نویسه) بعدی آماده شود.
حروف ریخته‌گری دستی، حاصل فرآیندی طولانی بود، اما توانست نتایج عالی و دقیق بدست دهد.

## انواع حروفچینی
دو رویکرد مختلف برای مکانیزه کردن حروفچینی به طور مستقل در اواخر قرن 19 توسعه یافتند. اول، که به عنوان سیستم ریخته گری ترکیب مونوتایپ شناخته می شود، متن ها را با استفاده از نوارهای کاغذی سوراخ دار تولید می‌کند، همه حروف به صورت مجزا ریخته می شوند. این ماشین‌ها می‌توانستند متن‌هایی را نیز در «ترکیب بزرگ» تا 24 نقطه تولید کنند.
سوپر کستر، ماشین دیگری که به وسیله مونوتایپ تولید می‌شود، از نظر عملکرد مشابه دستگاه تامپسون، بث، محوری و سایر دستگاه‌ها بود، اما برای تولید یک نوع (شامل اندازه‌های بزرگتر) برای تنظیم دستی طراحی شده بود.
رویکرد دیگر این بود که خط های کامل را به صورت یک حلزون درآورد، که غالبا شامل یک خط کامل از متن است.
از این سیستم حداقل پنج سازنده وجود داشت:
- Linotype
- شرکت Intertype
- تایپوگراف تولید شده در آلمان
- تایپوگراف لودلو
- Monoline، یک ماشین بسیار ابتدایی

لاینوتایپ و ماشین‌های مشابه اینترتایپ با نوارکاغذی و اتوماسیون الکترونیکی نزدیک به اتمام چرخه عمر خود عرضه شدند، که به سرویس‌های سیم خبری این امکان را می‌داد تا خبرهای فوری را به دفترهای روزنامه برای تنظیم سریع در نسخه‌های آخر ارسال کنند.
حالی که بقیه ماشین‌ها توسط صفحه کلید کار می‌کردند، در تایپوگراف لودلو ماتریس‌های هر خط در یک چوب با دست جمع می‌شدند. این دستگاه قادر به نمایش اندازه‌های بدنه ای بود که بقیه سیستم‌های ترکیب مکانیکی نمی‌توانستند آنرا تولید کنند. به این ترتیب می‌توان عنوان‌هایی را برای کامل کردن متن تولیدی در سایر ماشین‌ها ایجاد کرد. همچنین از همان آلیاژ ماشین‌های لاینوتایپ استفاده می‌کرد، بنابراین یک مکمل سودمند برای آرایش صفحه برای روزنامه‌ها بود، زیرا پس از تکمیل، می‌توان تمام فلز را بدون جداسازی یا بازتوزیع نوع از سرفصل‌ها مجدداً ذوب کرد.
موفقیت این ماشین ها در زمینه های گوناگون بود. دستگاه ریخته‌گری مونوتایپ برای کتاب‌هایی که نیاز به قابلیت اصلاحات و ویرایش‌های دستی داشت، دارای محبوبیت بیشتری بود، درحالی که سیستم‌های ریخته‌گری راب در تولید روزنامه‌ها که سرعت تولید و «آماده‌سازی» برای چاپ ضروری بود، موفقیت داشتند.
یکی دیگر از فرق های اساسی و اصلی بین دستگاه مونوتایپ و دستگاه‌های تولید "فلزخام" این است که یک ماشین مونوتایپ با کمترین ماتریس می‌تواند کار کند. هر کاراکتر به یک ماتریس نیاز دارد. پخش‌کننده‌های خط نمی‌توانند اینگونه کار کنند و این سیستم‌ ها به مخزن‌های خیلی بزرگ ماتریس نیاز دارند تا بتوانند یک خط کامل از متن را با تکرارهای معمول کاراکتر تنظیم کنند. در واقع، مخزن‌های اسمی 90 کانال یک پخش کننده خط، دارای 91 کانال است که دو کانال اول به حرف کوچک «e» اختصاص داده شده است، و این ماتریس‌ها به طور متناوب از کانال 0 یا 1 برای خطوط متناوب از نوع بازیگران انتخاب می‌شوند.
علاوه بر این، مونوتایپ باید از یک نوار کاغذ پانچ استفاده کند، و "چارچوب خواندن" همیشه به سمت عقب (راست به چپ) برای دستیابی به تراز است، زیرا تراز قابلیت ذاتی دستگاه نیست (اما، "فلاش چپ" یک قابلیت ذاتی است). در حالی که لاینوتایپ احتمال دارد از نوار کاغذ پانچ شده استفاده کند، اگرچه این گزینه به ندرت در خارج از روزنامه‌های روزانه استفاده می شود، و چه از نوار استفاده شود یا نه، "چارچوب خواندن" همیشه به جلو (از چپ به راست) است، با تراز که یک قابلیت ماشین است (و "تراز سمت راست"، "مرکز" و "تراز چپ" ممکن است به راحتی به صورت دستی یا به طور خودکار با استفاده از یک پیوست "کوئادر" قابل استفاده باشد).

## لاینوتایپ
ماشین لاینوتایپ (Linotype machine)، یک ماشین ریخته‌گیری خط است که در صنعت چاپ به‌کار می‌رفت و به‌دست اوتمار مرگنتالر، مهندس مهاجر آلمانی در آمریکا در سال ۱۸۸۴ اختراع شد. لینوتایپ از اواخر سده نوزدهم تا دهه‌های ۶۰ و ۷۰ در قرن بیستم به عنوان استاندارد روزنامه‌ها، مجلات و پوسترها به‌کار می‌رفت تا اینکه چاپ افست و تایپ کامپیوتری جایگزین ماشین لاینوتایپ شد. نام آن از اینرو گرفته شده که تمام یک خط حروف فلزی را با آن می‌توان در یک لحظه ساخت این روش را پیشرفت بسیار مهم در صنعت چاپ و حروف‌چینی می‌دانند. اپراتور این ماشین، متن موردنظر را با یک صفحه کلیدی که تعدادی کاراکتر دارد و جزئی از ماشین است تایپ می‌کند و ماشین، ماتریس‌ها که قالب‌های حروف اند، را پشت هم چیده و با ریختن سرب بر روی آن‌ها کل خط موردنظر را ریخته‌گری می‌کرد. این ماشین سرعت بسیار بالایی و سهولت انجام کار بیشتری نسبت فرآیند سابق داشت.
این ماشین، انقلابی در صنعت چاپ و به‌تبع‌ آن در صنعت روزنامه پدید آورد و باعث‌شد که اپراتورهای کم‌تری بتوانند تعداد بیش‌تری صفحه در روز تایپ کنند.
ویژگی کلیدی و مهم لاینوتایپ استفاده از قالب‌هایی است که در مراحل گوناگون عملکرد دستگاه در جریان هستند. یک نوع نوار فاصله (یک گُوه کشویی دارای دو قسمت ویژه) و دیگری ماتریس حروف ساخته شده از جنس برنج است. ماتریس‌ها در یک یا چند مخزن در بالای دستگاه اندوخته می‌شوند (که امکان انتخاب فونت‌ها را در اختیار اپراتور قرار می‌دهد؛ این فونت‌ها را هم می‌توان با سایر مخزن‌های اضافی به دلخواه تبدیل کرد) در حالی که نوارهای فاصله در جعبه‌ای نزدیک‌تر به صفحه کلید ذخیره می‌شوند.
زمانی‌که یکی از کلیدها فشرده می شود، ماتریس از آنچه به عنوان " مونتاژ کننده جلو" شناخته می شود، رد می‌شود و از کنار یک چرخ تقویت شده با فیبر دوار (معروف به چرخ ستاره) و به "بالابر مونتاژ" می گذرد که همان هدف چوب حروفچین دستی را انجام می دهد. زمانیکه دکمه فاصله نزدیک صفحه کلید فشار داده می شود، یکی از نوارهای فاصله از جعبه خارج می شود و تقریباً مستقیم وارد بالابرنده مونتاژ می شود. بالابرنده مونتاژ کننده (یا به طور معمول تر"مونتاژ کننده") برای اندازه های متعدد خط قابل تنظیم است.
هنگامی که خط به طول درست خود نزدیک شد، اپراتور با یک زنگ یا شاخص دیگری از این مورد باخبر می‌شود. اگر خط "سست" یا خیلی کوتاه باشد، "فضای سفید" زیادی برای قلم‌های نوار فاصله وجود دارد تا خط را پر کنند، و احتمال دارد ماتریس ها به طرفین بچرخند یا موقع آماده شدن دستگاه برای انجام دادن عملیات در مقابل همدیگر قرار نگیرند. عملیات ریخته‌گری اگر خط "سست" یا خیلی طولانی و بلند باشد، بالابری که ماتریس‌ها و نوارهای فاصله را حمل می کند به صورت درست در مقابل شکاف قالب قرار نمی‌گیرد. هر دو ماشین لاینوتایپ و اینترتایپ دارای دو امنیت مهم هستند که در زمان عملیات ریخته‌گری کار می‌کنند - "پمپ توقف" که روی خطوط شل وارد می‌شود و "گیره خودکار (اتوماتیک)" که روی خطوط تنگ وارد می‌شود. هر دو سناریو، اگر با این ویژگی‌های ایمنی متوقف نشوند، معمولاً منجر به "پرتاب" حروف فلزی مذاب می‌شوند که در این اتفاق و فرآیند ماتریس‌ها و بالابر در فلز پوشش داده می‌شوند. نه تنها تمیز کردن بعد از این اتفاق زمان‌بر است، بلکه معمولاً یک خط سفت به اندازه کافی پایین نمی آید که با شکاف های روی قالب جفت شود و در نتیجه به ماتریس ها آسیب می رساند. بنابراین، برای یک اپراتور (یا ماشینکاری که از ماشین مراقبت می کند) بسیار ضعیف تلقی می شود که اجازه دهد این اتفاق بیفتد.
هنگامی که خط به اندازه صحیح مونتاژ می شود، اپراتور به اهرم نیرو وارد میکند که بالابر مونتاژکننده را به کانال انتقال بالا می برد و گردش ریخته‌گری خودکار را شروع می‌کند. مجرای انتقال، ماتریس‌ها را به خارج از مونتاژکننده و به اولین بالابر انتقال می‌دهد. سپس اولین بالابر به محلی در جلوی قالب پایین می‌آید، و اگر تا زمانی که دستگاه، فرآیند تراز کردن ماتریس‌ها را آغاز می‌کند، به طور کامل پایین نیامده باشد (اغلب توسط یک خط تنگ به‌وجود می‌آید)، اولین سیستم امنیتی یعنی گیره اتوماتیک، دستگاه را قبل از اینکه گیره‌های نگهدارنده روی ماتریس‌ها توسط قالب کوبیده شوند، خاموش می‌کند. هنگامی که ماتریس ها در موقعیت مناسب قرار گرفتند، دو عملکرد به ترتیب اجرا می‌شوند : ماتریس‌ها به صورت عمودی و روبه‌رو تراز می شوند، در حالی که یک میله از پایین به سمت بالا حرکت می‌کند تا به بازو های متحرک روی نوارهای فاصله نیرویی به سمت بالا وارد کند و درنتیجه باعث شود بازوها خط را به سمت بالا پر کنند. اگر نوار تراز یک چرخه کامل را انجام داده باشد و خط هنوز به صورت کامل تراز و تنظیم نشده باشد، مورد امنیتی دوم یعنی پمپ توقف، اجازه نمیدهد پیستون در دیگ فلزی پایین بیاید. نوارهای فاصله یکی از ویژگی‌های مهم و حائز اهمیت این دستگاه بود که با تنظیم و توزیع یکسان فضای سفید بین هر کلمه، تراز خودکار هر خط را مهیا می کرد. از آنجایی که متن مورد نظر متناسب بود و از نظر عرض پایدار نبود، حل این مشکل ترازی به صورت مکانیکی بسیار مهم بود. بعضی از مدل‌های بعدی خصوصیاتی داشتند که این امکان را می‌داد خط‌ها با هم‌ترازی به چپ، راست یا وسط کشیده شوند. اپراتورهایی که از مدل‌های قبلی استفاده می‌کنند، با ماتریس‌های «خالی» ویژه در چهار اندازه به صورت دستی مقدار مناسب فضای خالی را فراتر از محدوده نوارهای فاصله ایجاد می‌کنند.

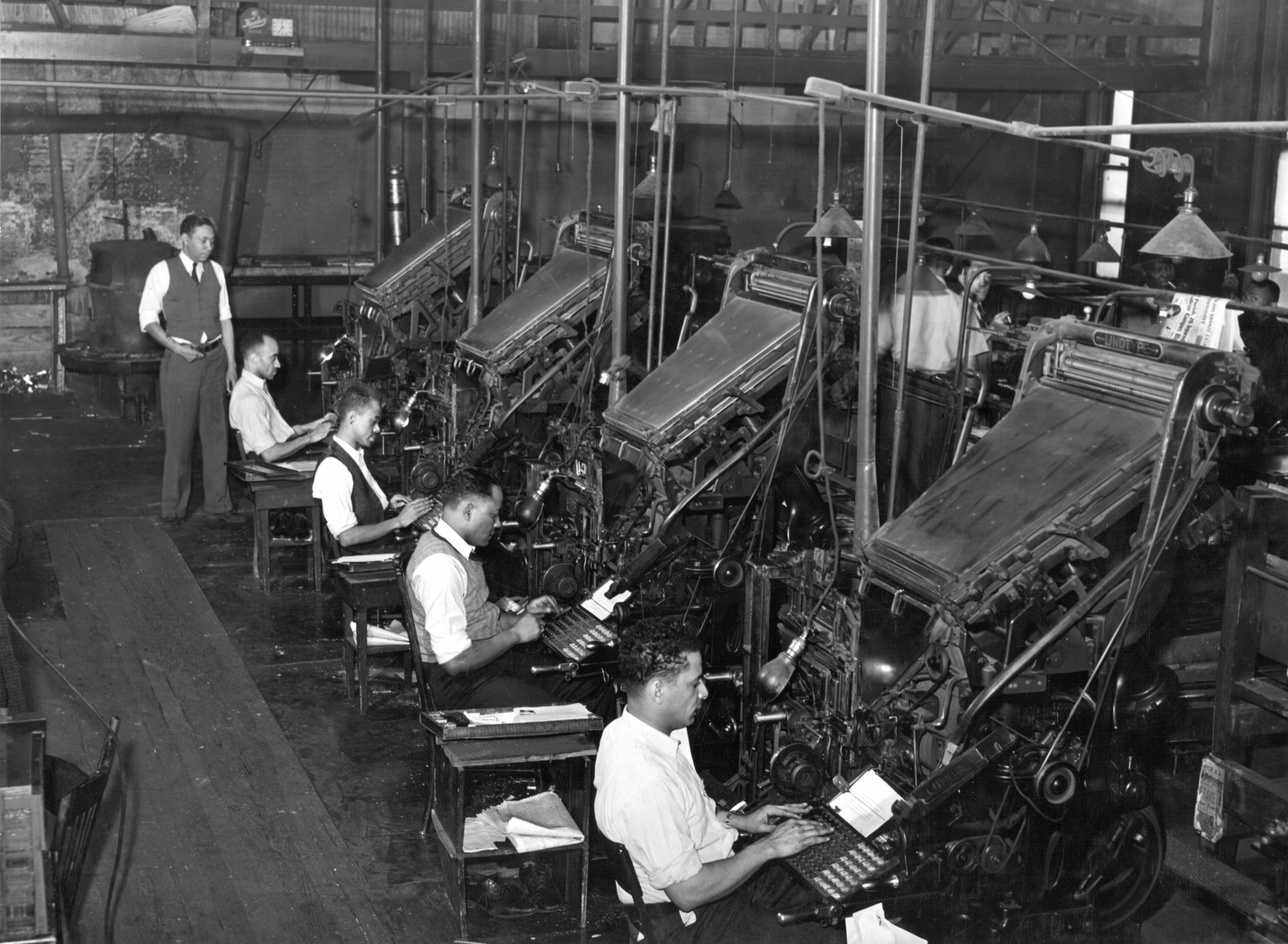
اپراتورهای Linotype در روزنامه شیکاگو دیفندر ، 1941

در حالی که ماتریس ها هم‌راستا شده اند و نوارهای فاصله روی اندازه صحیح تنظیم شده‌اند، دستگاه سپس به کمک نیروی زیادی خط را قفل می‌کند و پیستون نوشته فلزی مذاب را به فضای ایجاد شده توسط حفره قالب و خط مونتاژ شده تزریق می‌کند. سپس دستگاه صفحه قالب(حامل مارپیچ تازه ریخته شده)، دیگ فلزی و اولین بالابر را جدا می‌کند. بعد از آن دیسک قالب می‌چرخد تا خط را در موقعیت خارج شدن نمایش دهد. در این فرآیند عبور از کنار چاقویی می‌گذرد که پایه تکه فلز خام را به ارتفاع متن تنظیم و مرتب می‌کند (0.918 اینچ در ماشین‌های آمریکایی). سپس فلز خام از طریق یک جفت چاقوی قابل تنظیم قبل از اینکه به سمت "نمونه ستونی و صفحه‌بندی نشده مطالب" از خطوط تمام شده در کنار اپراتور بلغزد، تا اندازه بدنه مناسب تنظیم می‌شود. بسته به مدل دستگاه، دیسک قالب می تواند چهار قالب (استاندارد)، شش یا دو قالب داشته باشد که به اپراتور امکان انتخاب طول خط و اندازه بدنه را می دهد.
همانطور که دیسک قالب در حال چرخش است، بالابر اول به طور همزمان به موقعیت بالایی خود حرکت میکند و نوار های فاصله و ماتریس ها را به صورت عمودی در راستای آماده سازی برای انتقال دوم قرار می دهد . ماتریس ها دارای یک سری دندانه در یک بریدگی V شکل در بالا هستند، و با تکمیل فرآیند انتقال، روی میله بالابر دوم که ماتریس ها را توسط این بریدگی های V شکل حمل می کند، می لغزند. نوارهای فاصله چنین بریدگی‌هایی ندارند، آن ها در کانال انتقال دوم قرار دارند و توسط دو اهرم جمع می‌شوند و به داخل جعبه نوار فاصله فرستاده می‌شوند. در حالی که نوارهای فاصله در جعبه خود هل داده می شوند، بالابر دوم به سمت فرآیند توزیع که در بالای دستگاه قرار دارد، به سمت بالا حرکت می‌کند، آن ها وظیفه دارند که قالب ها را به مکان های مناسب خود در مجله باز گردانند. در قسمت فوقانی دستگاه، یک اهرم (جابجا کننده ) به سمت چپ تغییر مکان می‌دهند تا در مخنصاتی قرار گیرد که ورودی ماتریس ها را از سمت آسانسور دوم به جعبه توزیع کننده وارد کند. این فرآیند ماتریس ها را در طول فاصله های دقیق تغذیه می کند به گونه‌ای که بین سه پیچ چرخان جابجا می‌شود. هر ماتریس در امتداد یک نوار که بریدگی هایی دارد، بین سه پیچ حمل می شود تا زمانی که بریدگی های روی میله و ماتریس با هم، هم‌خوانی داشته باشند، بعد از آن ماتریس در کانال مناسب خود در مخزن قرار می‌گیرد.
برای اپراتورهای آموزش‌دیده مایه افتخار بود که می‌توانستند یک خط را معلق کنند - چرا که به اینصورت اپراتور می‌توانست خط بعدی را درحالی که یک خط در کانال تحویل نگه داشته شده بود و دستگاه خط قبلی را ریخته گری میکرد، بنویسد.دیگ فلزی با انداختن شمش‌های کوچک حروف چاپ فلزی توسط اپراتور در هر چند خط، و همچنین توسط تغذیه‌کننده های مکانیکی که حاوی شمش‌های بزرگ حروف چاپی فلزی بودند(و اغلب دو «قالب ریخته‌گری» را در یک زمان حمل می‌کردند تا به نوبت مصرف شود) پر نگه داشته میشد. این تغذیه‌کننده ها با روش‌های مختلفی (با بادامک، بالابر یا تعویض‌کننده و توزیع‌کننده) فعال می‌شوند، اما نتیجه نهایی یکسان است - شمش‌ها کم‌کم به داخل دیگ وارد می‌شوند و آن را تا سطح لازم پر نگه می‌دارند.
گاهی اوقات، نمونه ستونی چاپ نشده فلز خام به میز ترکیب منتقل می‌شود تا به قالب موردنظر تبدیل شود، و پس از اتمام پرس و حذف تکه فلزات خام از قالب، آنها را برای ذوب مجدد در شمش های جدید در جعبه جهنمی(محفظه ای به شدت داغ) قرار می‌دهند . در فواصل زمانی، سرب دوباره ذوب می شود و فلز اکسید شده (تفاله یا کف روی سطح فلزات مذاب) از بین می‌رود. در بخشی از این فرآیند، «فلز اضافه» به شکل شمش‌های کوچک افزوده می‌شود تا آن بخش از فلزات آلیاژی که در اثر تشکیل تفاله از بین رفته است (با اکسید شدن فلز در دیگ دستگاه یا در مرحله ذوب مجدد) دوباره پر شود. . حروف چاپ فلز در قالب های شمش ریخته می شوند - قالب های کوچک برای تغذیه دستی دیگ های فلزی یا قالب های بزرگتر برای تغذیه کننده‌های فلزی . (در مورد دوم، باید به انتهای "دهانه" توجه ویژه ای شود زیرا باید وزن کل شمش را تحمل کند. خرابی اغلب منجر به ریختن آن در دیگ و پاشیدن فلز مذاب در همه جا می‌شود. )
شرکت اینترتایپ که غالباً توسط منافع روزنامه رایدر تأمین می‌شد، ( حدود 1914) یک نسخه سازگار از ماشین لاینوتایپ را هنگامی که ثبت اختراعات تمام شد توسعه داد و بسیار محبوب شد. این اتفاق منجر به یک مبارزه قانونی طولانی مدت توسط شرکت Mergenthaler Linotype (که در نهایت شکست خورد) شد.
روش‌های مختلف و متفاوتی برای تغذیه ماشین‌های لاینوتایپ/اینترتایپ استفاده شد که رایج‌ترین آنها موتور کوچک اسب بخار است و سیمی برای جریان متناوب تک فاز 60 هرتز در نهایت به ارائه پیش‌فرض تبدیل می‌شود. برای پاسخگویی به نیازهای مشتریان، موتورهایی نیز ساخته شدند تا ازمدارهای جریان مستقیم، مدارهای متناوب 25 هرتز AC یا 50 هرتز تغذیه شوند. همچنین موتورهای سیم پیچی‌شده برای مدارهای مختلف چند فاز (دو فاز، سه فاز، وای، دلتا ) نیز در اختیار مشتریان قرار گرفت. در موارد اندکی که برق در دسترس نبود، می‌توان دستگاه را توسط یک تسمه متصل به شفت خط به حرکت درآورد.
در ابتدا، دیگ فلزی با گاز (چه طبیعی و چه « مصنوعی ») گرم می‌شد، اما پس از گذشت مدتی یک دیگ برقی ساخته شد که به یک گزینه استاندارد تبدیل شد. ماشین‌آلات کنترلی نیز همانند موتورها برای گرم‌کننده‌های دیگ فلزی در انواع ولتاژها و در نسخه‌های جریان مستقیم یا جریان متناوب تولید می‌شدند. برای مکان‌هایی که به گاز یا برق دسترسی ندارند، دیگ‌های گازسوز می‌توانند با لوازم مشعل مجهز شوند تا بتوان از نفت سفید یا سایر سوخت‌های « گاز سفید از آن‌ها استفاده کرد.
بنابراین، یک دستگاه لاینوتایپ(یا اینترتایپ) می‌تواند بدون درنظر گرفتن منابع برق موجود (در حد معقول)، تقریباً در هر دفتر روزنامه، چه در یک محل کوهستانی دورافتاده و چه در دفتر مرکز شهر در یک کلانشهر نصب شود و از آن استفاده کنند.

## لودلو
یک راه حل خطی دستی معروف به تایپوگراف لودلو نیز موفق شد زیرا می‌توانست اندازه های نوع نمایشگر را که بقیه سیستم‌های ترکیب‌کننده مکانیکی قادر به تولید آنها نبودند انتخاب کند.
لودلو از یک میز فلزی بسیار سنگین با یک صفحه صاف به اندازه کمر و یک شکاف فرورفته تشکیل شده بود که یک "چوب" در آن قرار گرفته بود. زیر آن یک دیگ فلزی مذاب و یک پیستون قرار داشت. از چوب برای نوشتن خطوط شامل حروف دستی استفاده می‌شد، غالبا سرفصل‌های 18 نقطه یا بزرگتر با 72 نقطه در دسترس است، اما دستگاه می‌توانست حرف را از 4pt تا 600pt بدون تغییر از طریق ماتریس برنجی که در دو طرف لودلو ذخیره شده بود، در قالب پخش کند. این موارد «جعبه‌های چوبی بخش‌بندی شده که برای نگهداری انواع متحرک مورد استفاده در چاپ لترپرس استفاده می‌شوند » سنتی نبودند که برای تنظیم بدنه حروف مورد استفاده قرارمی‌گرفتند، بلکه قالب‌های فلزی یا چوبی با چیدمان حروف الفبای راحت تربودند، که هر کدام شامل فونت مشخصی در اندازه و سبک مخصوصی مانند پررنگ، ایتالیک یا فشرده میشد. قفسه‌های فلزی با کشوهای شیبدار برای دسترسی ساده و آسان به ماتریس ها ساخته شده بودند.
پس از اینکه یک خط از نوشته در قطعه مونتاژ شد، یک فلز مسدود کننده مخصوص برای نشان کردن انتهای آن وارد شد. سپس چوب از سمت قالب به سمت شکاف روی میز که در قسمت پایین قرار گرفته است، می‌رود. یک گیره برای محکم نگه داشتن چوب به صورت ایمن قفل و لودلو فعال می‌شود. پیستون با نیروی قابل توجهی به داخل محفظه داخل می‌شود و فلز مذاب را با سرعت زیاد به داخل قالب تزریق می‌کند تا اطمینان حاصل شود که قالب قبل از سرد شدن(جامد شدن) فلز پر بشود. اگر قطعه به صورت صحیح پر و یا محکم نصب نمی‌شد، و حتی بلوک انتهایی ویژه فراموش می‌شد، یک "فروپاشی" وحشتناک اتفاق میفتاد که اغلب انگشتان اپراتور را در سرب مذاب می پوشاند و آشفتگی و سوختگی ایجاد می کرد که باید از سطوح لودلو تمیز شود. اپراتورها تشویق شدند که چکمه های سنگین با پنجه های فولادی بپوشند و به سرعت یکی را در بیاورند. همچنین غیرمعمول نبود که برخی از نوع فلزات بدون توجه به ارتفاع، به سقف کشیده شوند. همانند ماشین‌های لاینوتایپ/اینترتایپ و لودلو اغلب با تغذیه کننده‌های فلزی مجهز می‌شدند تا دیگ را تا حد مطلوب پر نگه دارند.
لودلو در اواخر عمر خود به عنوان یک حروفچین معمولی پشتیبان ، اغلب توسط "Super Surfacer" به یک صفحه مسطح طراحی شده خاص می‌پیوندد که سطح حروف چاپی تازه ریخته‌گری شده را صاف می‌کند و اطمینان می‌دهد که عالی و بدون نقص است. فلز خام لودلو فقط حروفی بود که بر روی ستون مرکزی به عرض حدود 12 نقطه قرار داشت (از انتهای آن به شکل T است). برای مستحکم‌تر شدن باید توسط فلزات خام الرود در دو طرف تقویت می‌شد. تعداد فلزات خام در بالا و پایین ستون مرکزی می تواند فضای سفید بالا و پایین حروف چاپی را تنظیم کند و آن را به یک سیستم بسیار انعطاف پذیر برای حرف‌های بزرگ تبدیل کند.
الرود دستگاهی است که برای ریخته‌گری قواعد و فاصله‌گذاری مواد با عرض مشخص استفاده می‌شد. این فرآیند به طور گسترده و معمول در طرح‌بندی صفحه و فاصله خطوط، یعنی تنظیم فضای سفید بین پاراگراف‌ها و هر ناحیه دیگری در صورت نیاز به فضای سفید کوچک استفاده می‌شد. محدوده زیادی از فضای سفید توسط بلوک های چوبی یا فلزی ایجاد شده است. نواحی کوچکتر با بلوک های مربع یا مستطیل در اندازه نقاط مختلف به نام چهارگوش پر می شد.
همه این ماشین‌های ریخته‌گری خطی از آلیاژهای مختلفی در نزدیکی نقطه یوتکتیک استفاده می‌کردند که معمولاً از نزدیک به 4٪ قلع و 12٪ آنتیموان تشکیل شده بود و توازن آن سرب بود. این آلیاژها به گونه ای تناسب داشتند که حروف چاپی فلز در کمترین نقطه انجماد با به عبارتی بیشترین سرعت ممکن جامد شوند.

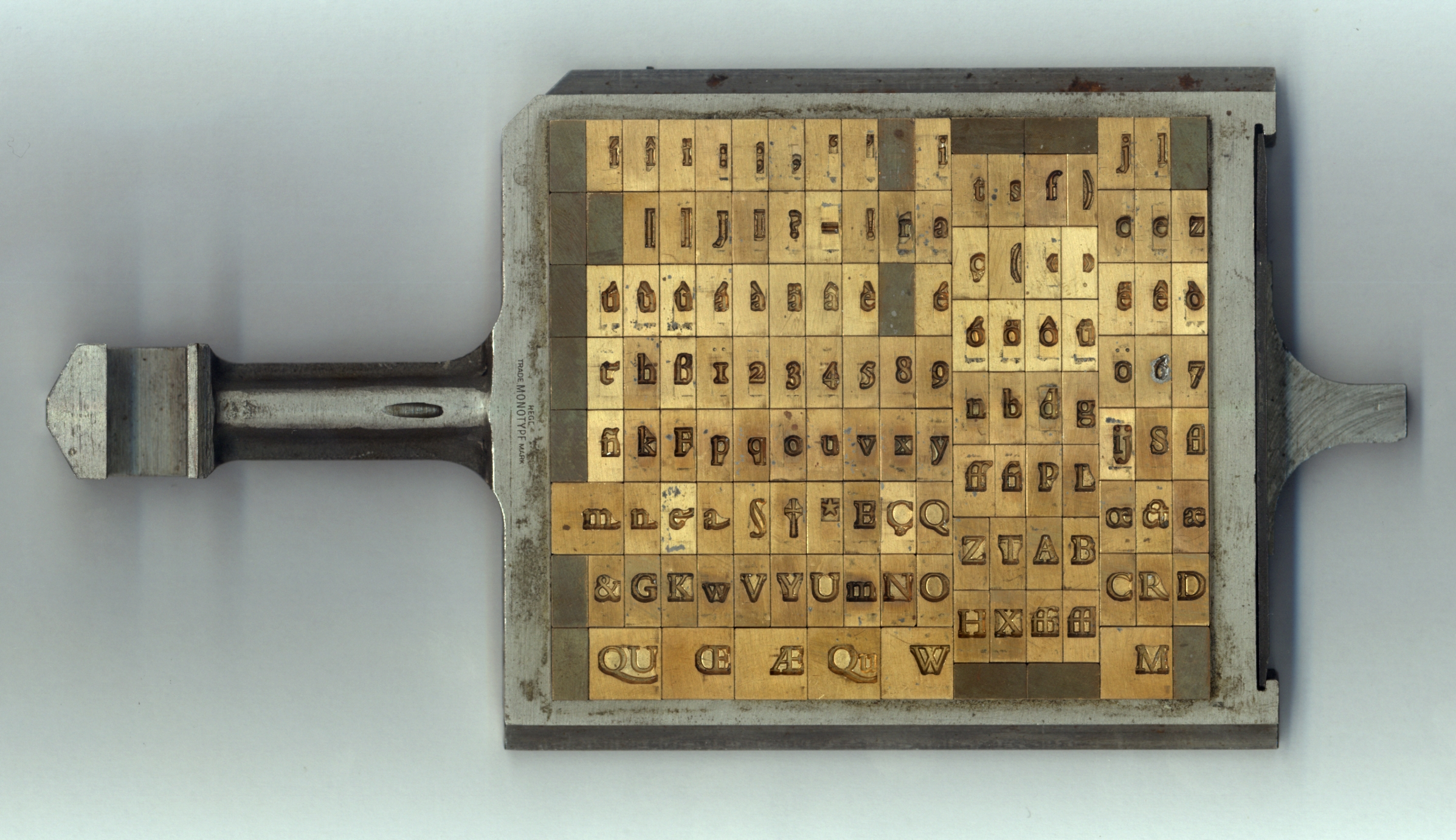
ک جعبه ترکیبی مونوتیپ که ماتریس های برنزی را نشان می دهد که از منگنه های فولادی زده شده است.

## مونوتایپ
سیستم مونوتایپ مسیر متفاوتی را در حروفچینی فلزات داغ، با قابلیت قالب‌ریزی ترکیبی برای ریختن حروف شل با استفاده از دستگاه ریخته‌گری خودکار با نوار کاغذی در پیش گرفت. نوار کاغذی ابتدا روی صفحه کلید تولید می‌شود و سپس برای ریخته‌گری حروف استفاده می‌شود، نوار را می‌توان برای ریخته‌گری‌ و نسخه‌های بعدی ذخیره و استفاده کرد. این یک سیستم محبوب برای چاپ کتاب و... بود. متن به طور کامل تراز شده، با تمام فاصله‌ها دقیقاً با عرض یکسان در هر خط تولید شد. اصلاحات و کارهای پیچیده را می‌توان پس از اینکه قسمت زیادی از متن توسط ماشین تنظیم شد، با دست انجام داد. Super Caster و Orphan Annie برای ریختن فونت‌هایی از حروف چاپی سست برای تنظیم دست و همچنین فاصله مواد و ضوابط طرح‌دار مورد استفاده قرار گرفتند.
این نوع بیشتر از آلیاژ (8-10٪ قلع، 15-20٪ آنتیموان) که کمی سخت تر از آلیاژهای ریخته‌گری خط بود، ساخته می شد. اما به سختی حروف چاپی ریخته گری که برای تنظیم دستی حروف سست استفاده می شد، نبود. این سیستم امکان چاپ مناسب یا تبدیل به کلیشه‌ها را برای چاپ‌های طولانی‌تر فراهم کرد. اما این ماشین‌ها می‌توانستند در صورت نیاز حروفی را با تمام آلیاژهای ممکن تولید کنند.
حروف استفاده شده، مانند فلزات خام چرخاننده خطی، زمانی که دیگر قابل استفاده نبود، دوباره ذوب شد. هر بار ذوب باعث از دست دادن مقداری قلع و آنتیموان از طریق اکسیداسیون می شد. این ضرر نیاز به نظارت و جبران داشت.شرکت مونوتایپ با فروش انواع دیجیتالی حروفچینی فلزات از ورشکستگی نجات پیدا کرد.

## انتقال
در اواخر زمان استفاده، ترکیب فلز داغ در روزنامه ها و مطبوعات کاربرد داشت و به وسیله آن زنده نگه داشته شد. هر صفحه در هنگام تنظیم، توسط یک میز نورد با سطح فولادی با کیفیت سطحی بالا به یک دستگاه پرس دستی که در آنجا جوهر کاری اتجام می‌شد،  منتقل می‌شد. سپس از این صفحه عکس گرفته و به نگاتیو تبدیل می‌شد.
کاغذ سیاه قبل از عکسبرداری از هر کدام از عکس‌های نهایی به کاربرده شده تا تصاویر واضحی در نگاتیو ایجاد شود. فیلتر های صفحه‌ای که به‌طور جداگانه ساخته شده‌اند به این پنجره‌های شفاف روی نگاتیو چسبانده می‌شوند. پس از این فرآیند، می‌توان از این نگاتیو اصلاح‌شده برای نمایش صفحه چاپ حساس به نور استفاده کرد. با استفاده این روش و با سرمایه گذاری زیاد روی حروفچینی فلزات داغ می توان این فناوری را با روش جدیدتر در طول یک دوره گذار تطبیق داد.
یکی دیگر از مکانیسم‌های هم افزایی و انتقال، استفاده از نوارهای کاغذی تهیه شده برای سیستم های TTS (لاینوتایپ) و نوارهای مونوتایپ به صورت مستقیم توسط سیستم حروفچینی عکس بود.
این نوارها می‌توانند توسط بسیاری از سیستم‌های تنظیم نوری، خوانده و پردازش شوند. این اجازه می دهد تا از استفاده واقعی از فلز اجتناب شود و در عین حال بخشی از ارزش و سرمایه‌گذاری در "تایپ‌بندی" و جنبه ارتباطی فلز داغ حفظ شود. چنین سیستم‌هایی به طور گسترده در سال‌های بعدی فلز داغ مورد استفاده قرار گرفتند و سیستم‌های حروفچینی نوری استاندارد TTS را در کنار سیستم‌های مشابه برای اکثر دوره‌های حروفچینی نوری پشتیبانی و توسعه دادند.

## همچنین ببینید
- Type foundry
- Movable type